# Empennage Pelikan

Concept de l'empennage "Pelikan"

Pour un article plus général, voir Empennage.
L'empennage Pelikan (du nom de son inventeur Ralph Pelikan alors ingénieur chez McDonnell) est un empennage expérimental pour avion de combat composé de deux surfaces horizontales prolongées par des empennages inclinés vers l'extérieur. Contrairement aux empennages traditionnels où le contrôle en tangage est assuré par les gouverne de profondeur et le contrôle en lacet par la gouverne de direction, l'empennage Pelikan n'est doté que de deux gouvernes assurant, comme dans le cas d'un empennage en V, le contrôle en tangage et en lacet simultanément ou indépendamment.
Ce type d'empennage avait à l'origine été retenu par Boeing pour équiper le X-32. À l'heure actuelle aucun appareil de série n'est doté d'un tel dispositif.

## Avantages et inconvénients
Les évaluations menées par Boeing en 1998 dans le cadre du programme X-32 démontrèrent que le concept de Pelikan, comparé à une configuration bi-dérive avec empennages horizontaux monobloc, permettait d'obtenir un meilleur contrôle en tangage à forte incidence ainsi qu'une amélioration de la furtivité de l'appareil,.
Cependant, contrairement aux idées reçues, cette configuration s'avéra plus lourde qu'une configuration classique. Le contrôle de l'appareil n'étant assuré que par deux gouvernes celles-ci avaient été dimensionnées en conséquence, pour manœuvrer ces gouvernes il fallait donc des pompes hydrauliques et des servocommandes capables de développer de très fortes puissances ce qui engendrait un surpoids de 300 à 400 kg par rapport à une installation hydraulique conçue pour manœuvrer un empennage plus classique. Un des défauts majeurs du X-32 étant sa masse à vide trop élevé, les ingénieurs de Boeing choisirent donc de remplacer l'empennage Pelikan du prototype par un empennage bi-dérive conventionnelle pour la version de série de l'appareil.

## Essai du concept par des étudiants de Virginia Tech
Dans le cadre d'un projet d'étude, des étudiants de Virginia Tech développèrent et fabriquèrent un modèle réduit d'appareil doté d'un empennage Pelikan qui fut testé aérodynamiquement en soufflerie. Les résultats de cette étude démontrèrent que ce type d'empennage permettait d'obtenir une augmentation de la furtivité grâce à une réduction de la hauteur des surfaces verticales, une diminution de la traînée et un gain de poids grâce à une diminution du nombre de servocommandes nécessaires.